# توماس ديك (سياسي)
توماس ديك (بالإنجليزية: Thomas Dick)‏ هو سياسي نيوزلندي، ولد في 13 أغسطس 1823 في إدنبرة في المملكة المتحدة، وتوفي في 5 فبراير 1900 في دنيدن في نيوزيلندا. انتخب وزير العدل ‏ (13 أبريل 1881 – 11 أكتوبر 1882) وانتخب وزير التعليم ‏ وانتخب عضو مجلس النواب نيوزيلندا.